# Cristián Caro Cordero
Cristián Caro Cordero (Santiago del Cile, 16 febbraio 1943) è un arcivescovo cattolico cileno, dall'11 giugno 2018 arcivescovo emerito di Puerto Montt.

## Biografia
Monsignor Cristián Caro Cordero è nato a Santiago del Cile il 16 febbraio 1943 ed è il secondo di quattro figli.

### Formazione e ministero sacerdotale
Ha compiuti gli studi primari e secondari nel Liceo tedesco di Santiago del Cile, un istituto appartenente alla Società del Verbo Divino.
Dopo tre anni di studi nella facoltà di medicina della Pontificia università cattolica del Cile, è entrato nel Pontificio Seminario Maggiore dell'arcidiocesi di Santiago del Cile. Ha compiuto gli studi teologici presso la facoltà di teologia della Pontificia università cattolica del Cile ove nel 1973 ha conseguito la licenza in sacra teologia con una tesi sul De rudibus catechizandis di Sant'Agostino d'Ippona.
Il 23 dicembre 1973 è stato ordinato presbitero per l'arcidiocesi di Santiago del Cile. In seguito è stato docente di teologia nella Pontificia università cattolica del Cile e nel Pontificio Seminario Maggiore di Santiago del Cile. Nel 1976 è stato nominato delegato episcopale per la pastorale universitaria e nel 1980 vice-rettore del seminario maggiore. Nel 1987 il cardinale Carlos Oviedo Cavada lo ha nominato vicario episcopale della zona pastorale orientale dell'arcidiocesi.

### Ministero episcopale
Il 12 marzo 1991 papa Giovanni Paolo II lo ha nominato vescovo ausiliare di Santiago del Cile e titolare di Arcavica. Ha ricevuto l'ordinazione episcopale nella cattedrale di San Giacomo a Santiago del Cile dall'arcivescovo metropolita di Santiago del Cile Carlos Oviedo Cavada, coconsacranti il vescovo di Talca Carlos González Cruchaga e quello di Iquique Enrique Troncoso Troncoso.
Nel novembre del 1991 è stato eletto segretario generale della Conferenza episcopale del Cile e ha dovuto dividere il suo tempo tra l'arcidiocesi e la Conferenza episcopale. In seno alla stessa è stato inoltre presidente dell'area degli evangelizzatori, membro della commissione pastorale per due mandati e membro della commissione dottrinale.
Il 27 febbraio 2001 papa Giovanni Paolo II lo ha nominato arcivescovo metropolita di Puerto Montt. Ha indetto e celebrato il III sinodo arcidiocesano dal 2012 al 2016. Ha promosso diverse attività collegate al congresso eucaristico nazionale. Ha dedicato grandi energie alla formazione dei candidati al diaconato permanente, dei ministri straordinari della Comunione e degli agenti pastorali laici nei settori della catechesi, della pastorale sanitaria, della famiglia e di altri ambiti. Ha accolto le sfide per rinnovare la pastorale vocazionale giovanile e la pastorale presbiterale. Il lavoro educativo è stata una priorità e ha promosso l'erezione di nuove parrocchie e il restauro delle infrastrutture esistenti.
Nel novembre del 2008 e nel febbraio del 2017 ha compiuto la visita ad limina.
Nel maggio del 2018, come tutti i vescovi del paese, si è recato in Vaticano per discutere con papa Francesco dello scandalo degli abusi sessuali che ha colpito la Chiesa cattolica in Cile. Nel corso dell'incontro tutti i vescovi del paese hanno presentato le dimissioni per iscritto.
L'11 giugno 2018 papa Francesco ha accettato la sua rinuncia al governo pastorale dell'arcidiocesi per raggiunti limiti di età. Tuttavia, c'è chi afferma che le sue dimissioni sarebbero dovute alla mancanza di diligenza nell'investigare le denunce contro i sacerdoti della sua arcidiocesi accusati di abuso sessuale.

## Genealogia episcopale
La genealogia episcopale è:
- Cardinale Scipione Rebiba
- Cardinale Giulio Antonio Santori
- Cardinale Girolamo Bernerio, O.P.
- Arcivescovo Galeazzo Sanvitale
- Cardinale Ludovico Ludovisi
- Cardinale Luigi Caetani
- Cardinale Ulderico Carpegna
- Cardinale Paluzzo Paluzzi Altieri degli Albertoni
- Papa Benedetto XIII
- Papa Benedetto XIV
- Papa Clemente XIII
- Cardinale Marcantonio Colonna
- Cardinale Giacinto Sigismondo Gerdil, B.
- Cardinale Giulio Maria della Somaglia
- Cardinale Carlo Odescalchi, S.I.
- Vescovo Eugène de Mazenod, O.M.I.
- Cardinale Joseph Hippolyte Guibert, O.M.I.
- Cardinale François-Marie-Benjamin Richard de la Vergne
- Cardinale Pietro Gasparri
- Cardinale Benedetto Aloisi Masella
- Arcivescovo Ettore Felici
- Arcivescovo Alfredo Silva Santiago
- Cardinale Carlos Oviedo Cavada, O. de M.
- Arcivescovo Cristián Caro Cordero